# Eutelia clarirena
Eutelia clarirena là một loài bướm đêm trong họ Noctuidae.